# Arasia eucalypti
Arasia eucalypti là một loài nhện trong họ Salticidae.
Loài này thuộc chi Arasia. Arasia eucalypti được Gardzinska miêu tả năm 1996.